# Труйня
Труйня (пол. Trójnia) — село в Польщі, у гміні Любартів Любартівського повіту Люблінського воєводства.
Населення — 64 особи (2011).

## Демографія
Демографічна структура станом на 31 березня 2011 року:
|          | Загалом | Допрацездатний вік | Працездатний вік | Постпрацездатний вік |
| -------- | ------- | ------------------ | ---------------- | -------------------- |
| Чоловіки | 28      | 9                  | 17               | 2                    |
| Жінки    | 36      | 10                 | 17               | 9                    |
| Разом    | 64      | 19                 | 34               | 11                   |